# Hilbrand Hartlief
Hilbrand Hartlief (Apeldoorn, 11 september 1948 - Westernieland, 6 maart 2006) was een Nederlands volleyballer en sportverslaggever.
Hij vierde triomfen in de jaren zeventig toen hij speelde voor de Groninger eredivisieclub Lycurgus, en 38 keer uitkwam voor het nationale team.
Na zijn actieve sportcarrière legde hij zich toe op het trainen/coachen van volleybalteams op districtsniveau. Daarnaast was hij freelance verslaggever voor RTV Noord waar hij verslag deed van sporten uiteenlopend van grasbaanracen tot basketbal.
Hartlief overleed op 57-jarige leeftijd toen hij met zijn auto slipte op een besneeuwde weg bij Pieterburen en te water raakte. Hulpverleners kwamen te laat om zijn leven te redden.